# Geißspitze
Die Geißspitze ist ein 2334 m ü. A. hoher Berg im österreichischen Bundesland Vorarlberg in der Region Montafon. Die Geißspitze liegt im Rätikon oberhalb von Tschagguns.

## Lage und Umgebung
Die Geißspitze liegt vollständig im Gemeindegebiet von Tschagguns, 6,8 km südwestlich des Ortszentrums. Sie ist die höchste Erhebung in einem Seitenast des Golmer und Zerneuer Grats, der zwischen Wildem Mann und Kreuzspitze in östlicher Richtung abzweigt.
Im Norden trennt das Waschtobel die Geißspitze vom Latschätzkopf, im Osten fällt der Hang ins Gauertal ab und im Süden ins Öfatal.
Im Lawinenwinter 1999 fegte eine Lawine von der Geißspitze bis über den zur Lindauer Hütte führenden Fahrweg hinweg und riss eine noch heute sichtbare Schneise in den Wald.

## Naturschutz
Der Gipfelbereich der Geißspitze und der Kamm bis zum Wilden Mann und zur Kreuzspitze liegen in einem Großraumbiotop, das wegen der geologischen Vielfalt und dem sich daraus ergebenden Artenreichtum im Biotopinventar Vorarlberg eingetragen ist. Die steilen Hänge sind für Rutschungen, sogenannte Plaiken, anfällig, durch die der Boden zerwühlt wird, wobei Mineralstoffe aus dem Untergrund an die Oberfläche gelangen und dort als Nahrung für üppige Rasen- und Wiesenbestände dienen.

## Aufstieg

### Lindauer Hütte
Der Aufstieg kann durch das Gauertal über die Lindauer Hütte (1744 m) erfolgen. Von der Hütte sind es noch ca. 1½ Stunden über den Geißspitzsteig bis zum Gipfel. Eine Besteigung von dort mit Ski ist möglich, erfordert aber wegen der steilen Grashänge eine geeignete Lawinenlage.

### Golmer Höhenweg
Als Alternative bietet sich eine Fahrt mit der Golmerbahn zur Bergstation (1890 m) und eine Wanderung entlang des Golmer Höhenwegs über das Golmer Joch (2124 m), den Latschätzkopf (2219 m) und das Kreuzjoch (2261 m) auf die Geißspitze an.
Hier beträgt die Gehzeit bis zum Gipfel etwa 2 Stunden.